# Illés Népstadion ’90
Az Illés Népstadion ’90 az 1990. szeptember 15-én, a Népstadionban megtartott koncert nem teljes zenei anyaga. 
A felvételeket eredetileg a Strigon adta volna ki, azonban a II. lemez már nem készült el 1990-ben, ezért az együttes saját maga, igényes kiadásban LP-n, műsoros kazettán és CD-n adta ki a koncert anyagát.
A kiadás érdekessége, hogy a lemeznek nincs gyári száma, minden lemez egyedi azonosítószámmal van ellátva, valamint az is, hogy a három hanghordozón mind a műsoridő, mind a számok különböznek egymástól. A lemezt a Hungaroton is kiadta. A koncertről Koltay Gábor készített filmet.

## Az album dalai
Minden dal Szörényi Levente és Bródy János szerzeménye, kivéve azok, ahol a szerzőség jelölve van.
A CD kiadásban két másik szám is szerepel, az Újra itt van  (CD1) és a Nézz rám (CD10), ugyanakkor kimaradt a Ta-tarada-dam című szám, a további számsorrend zárójelben szerepel.
1. Ne gondold – 3:44  (CD2)
2. Óh, mondd – 3:04 (CD3)
3. Itt állok egymagam – 2:55 (CD5)
4. Lehetett volna (Illés Lajos-Bródy János) 3:58 (CD8)
5. Még fáj minden csók – 3:02 (CD9)
6. Különös lány – 2:48 (CD11)
7. Kéglidal – 3:27 (CD12)
8. Az ész a fontos../Holdfény ‘69. (Szörényi Szabolcs-Bródy János) – 4:02(CD15)
9. Szemétdomb  (Illés Lajos-Bródy János) – 3:12 (CD20)
10. Kenyér és vér – 4:11 (CD19)
11. Nem akarok állni… – 3:38 (CD21)
12. Új világ 3:52 (CD22)
13. Ha én rózsa volnék (Bródy János) (CD18)
14. Az utcán – 3:23 (CD6)
15. Keresem a szót – 3:56 (CD4)
16. Eljöttél – 2:57 (CD7)
17. Kislány, add a kezed – 3:52 (CD16)
18. A Kugli – 3:58 (CD13)
19. Sárika (Szörényi Szabolcs-Bródy János) – 2:37 (CD14)
20. A szó veszélyes fegyver – 4:27 (CD17)
21. Amikor én még kissrác voltam – 3:01(CD23)
22. Eltávozott nap – 4:39 (CD24)
23. Miért hagytuk, hogy így legyen (Illés Lajos-Bródy János) – 3:40 (CD25)
24. Good bye London – 3:29 (CD26)
25. Légy jó kicsit hozzám – 4:08 (CD27)
26. Little Richard – 2:53 (CD28)
27. Ta-tarada-dam – 3:46 (A CD-ről kimaradt)

## Közreműködők
- Illés Lajos – billentyű, ének
- Szörényi Levente – ének, gitár, vokál
- Szörényi Szabolcs – ének, basszusgitár, vokál
- Bródy János – gitár, furulya, billentyű, ének
- Pásztory Zoltán – dob, ütőhangszerek